# Wargnies
Wargnies is een gemeente in het Franse departement Somme (regio Hauts-de-France) en telt 92 inwoners (2009). De plaats maakt deel uit van het arrondissement Amiens.

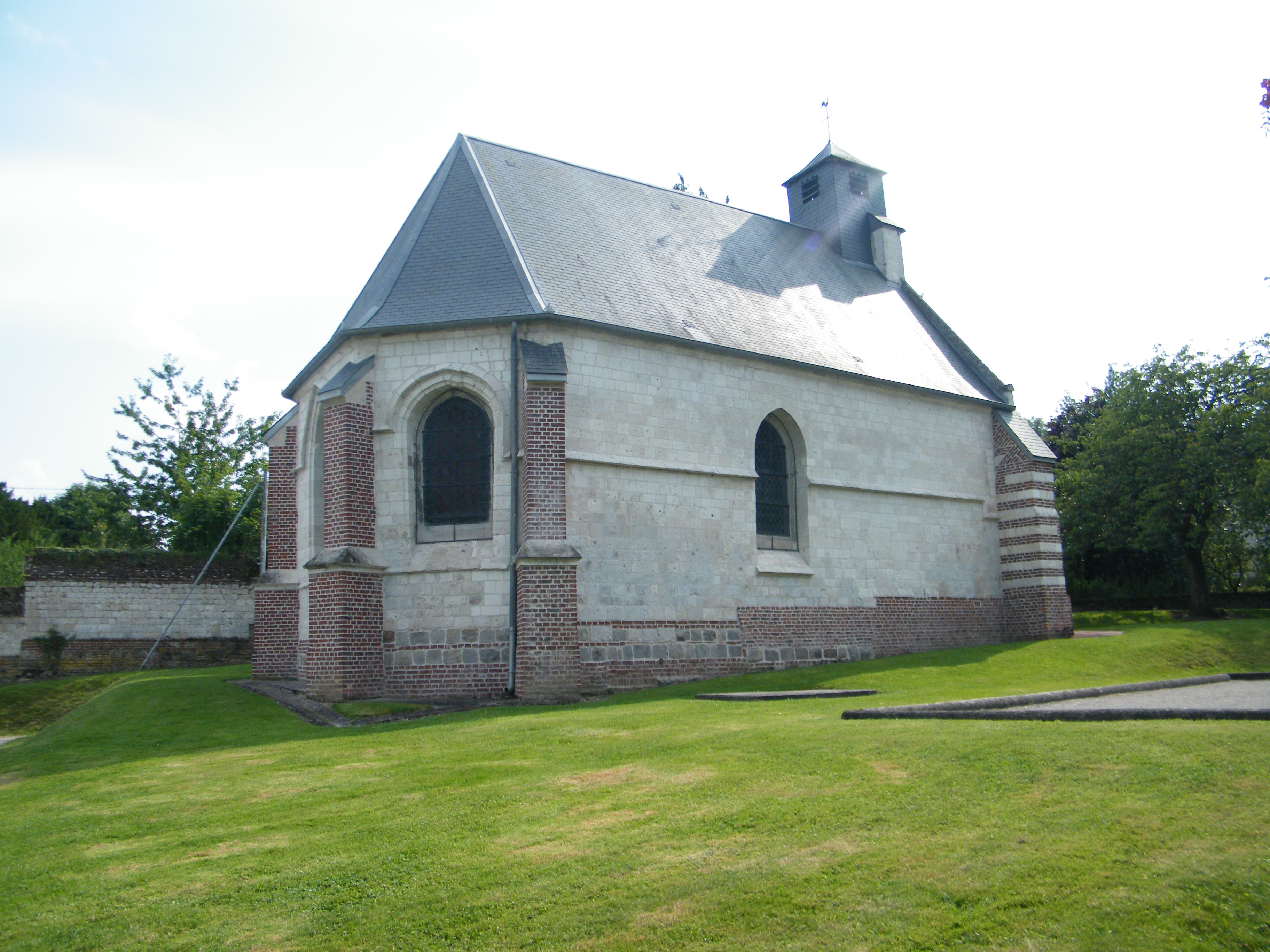

## Geografie
De oppervlakte van Wargnies bedraagt 2,8 km², de bevolkingsdichtheid is dus 32,9 inwoners per km².
De onderstaande kaart toont de ligging van Wargnies met de belangrijkste infrastructuur en aangrenzende gemeenten.

## Demografie
Onderstaande figuur toont het verloop van het inwonertal (bron: INSEE-tellingen).